# Maryna Arzamasava
Maryna Arzamasava, en biélorusse Марына Арзамасава, née le 17 décembre 1987 à Minsk, est une athlète biélorusse spécialiste du 800 m. Elle est sacrée championne du monde de la distance en 2015 à Pékin.

## Biographie
Titrée sur 800 m lors des Jeux mondiaux militaires de 2011, à Rio de Janeiro, Maryna Arzamasava remporte la médaille de bronze des championnats d'Europe 2012, à Helsinki, derrière la Britannique Lynsey Sharp et la Russe Irina Maracheva, puis d'argent après disqualification de la Russe pour dopage. Elle obtient une nouvelle médaille de bronze en début de saison 2013 aux championnats d'Europe en salle de Göteborg, où elle s'incline devant l'Ukrainienne Nataliya Lupu et la Russe Elena Kotulskaya.
Lors des championnats du monde en salle de 2014, à Sopot en Pologne, elle porte son record personnel en salle à 2 min 0 s 79, et se classe troisième de la finale, derrière l'Américaine Chanelle Price et la Polonaise Angelika Cichocka. Le 16 août 2014, à Zurich, lors championnats d'Europe d'athlétisme, Maryna Arzamasava remporte la médaille d'or en établissant en finale un nouveau record personnel en 1 min 58 s 15, devançant sur le podium la Britannique Lynsey Sharp et la Polonaise Joanna Jóźwik.
Le 29 août 2015, elle devient championne du monde du 800 m à Pékin, en 1 min 58 s 03, après avoir porté son record personnel à 1 min 57 s 54 en demi-finale. Elle devance la Canadienne Melissa Bishop et la tenante du titre kényane Eunice Sum.  
Championne du monde en titre, la Biélorusse est sortie dès les séries des championnats du monde de Londres, en 2017.
Le 27 août 2019, elle est suspendue provisoirement pour dopage, testée positive au ligandrol, un stimulant.

## Vie privée
Elle est la fille de Ravilya Agletdinova (1960 - 1999), championne d'Europe 1986 du 1 500 m.
Mère d'une fille en 2009, Maryna Arzamasava annonce en avril 2018 être enceinte pour la seconde fois.

## Palmarès
| Date | Compétition                        | Lieu                               | Résultat | Épreuve   | Temps         |
| ---- | ---------------------------------- | ---------------------------------- | -------- | --------- | ------------- |
| 2011 | Championnats d'Europe par équipes  | Stockholm                          | 3e       | 800 m     | 2 min 00 s 62 |
| 2011 | Jeux mondiaux militaires           | Rio de Janeiro                     | 1re      | 800 m     | 2 min 01 s 39 |
| 2012 | Championnats d'Europe              | Helsinki                           | 2e       | 800 m     | 2 min 01 s 02 |
| 2013 | Championnats d'Europe en salle     | Göteborg                           | 3e       | 800 m     | 2 min 01 s 21 |
| 2014 | Championnats du monde en salle     | Sopot                              | 3e       | 800 m     | 2 min 00 s 79 |
| 2014 | Championnats d'Europe par équipes  | Tallinn                            | 1re      | 800 m     | 2 min 00 s 95 |
| 2014 | Championnats d'Europe              | Zurich                             | 1re      | 800 m     | 1 min 58 s 15 |
| 2014 | Coupe continentale                 | Marrakech                          | 3e       | 800 m     | 2 min 00 s 31 |
| 2015 | Championnats du monde              | Pékin                              | 1re      | 800 m     | 1 min 58 s 03 |
| 2015 | Jeux mondiaux militaires           | Mungyeong                          | 2e       | 800 m     | 2 min 00 s 57 |
| 2016 | Jeux olympiques                    | Rio de Janeiro                     | 7e       | 800 m     | 1 min 59 s 10 |
| 2017 | Circuit mondial en salle de l'IAAF | Circuit mondial en salle de l'IAAF | 3e       | 800 m     | détails       |
| 2017 | Relais mondiaux de l'IAAF          | Nassau                             | 2e       | 4 × 800 m | 8 min 20 s 07 |
| 2017 | Championnats d'Europe par équipes  | Lille                              | 7e       | 800 m     | 2 min 04 s 86 |
| 2017 | Championnats d'Europe par équipes  | Lille                              | 11e      | 4 x 400 m | 3 min 38 s 28 |

## Records
| Épreuve | Épreuve   | Performance   | Lieu  | Date         |
| ------- | --------- | ------------- | ----- | ------------ |
| 800 m   | Plein air | 1 min 57 s 54 | Pékin | 27 août 2015 |
| 800 m   | Salle     | 2 min 00 s 79 | Sopot | 9 mars 2014  |